# Erebia quadripunctata
Erebia quadripunctata är en fjärilsart som beskrevs av Hoffmann 1914. Erebia quadripunctata ingår i släktet Erebia och familjen praktfjärilar. Inga underarter finns listade i Catalogue of Life.